# Alfabeto cáucaso-albanês

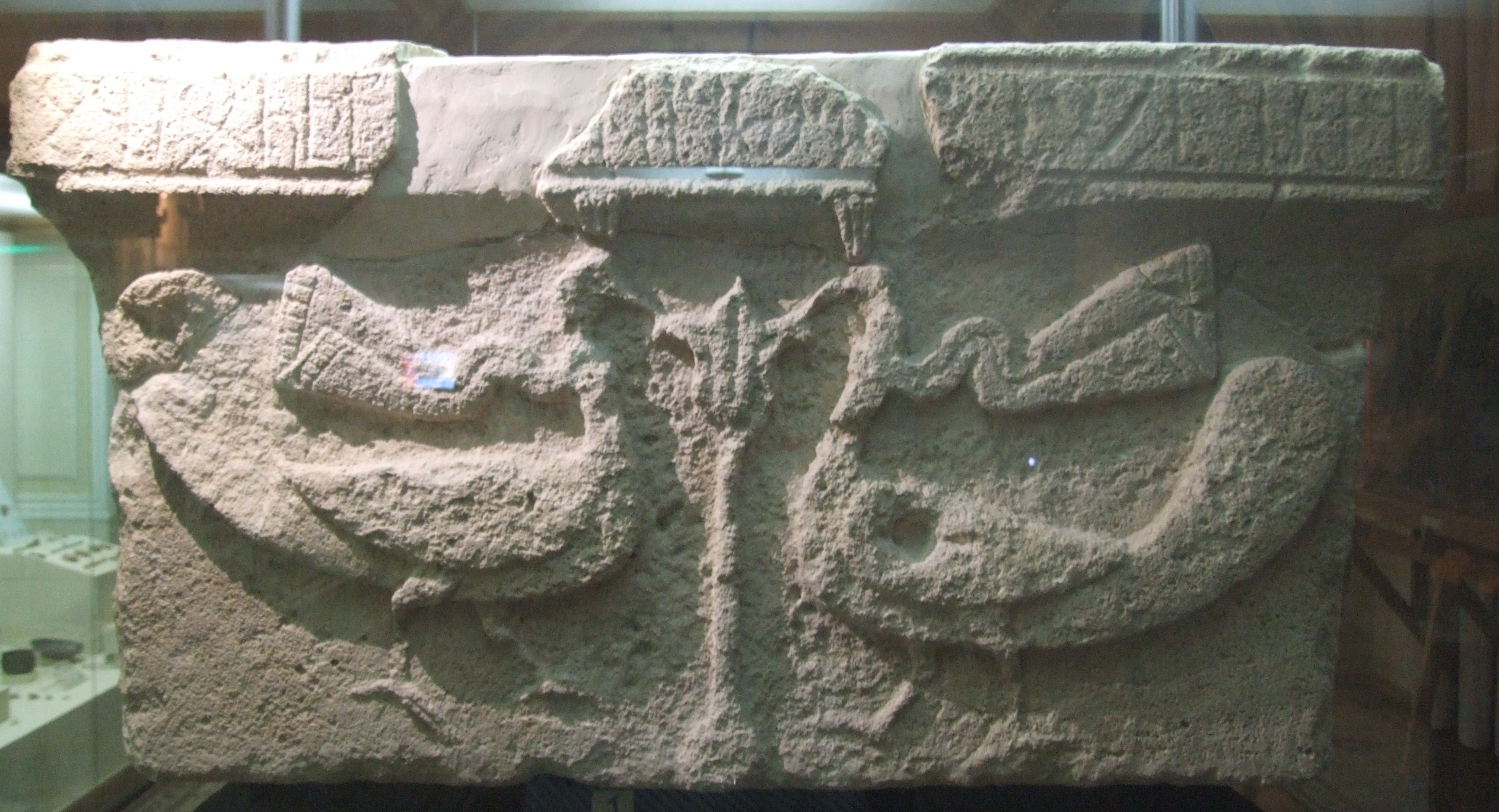
Capitel de coluna de Igreja Cristão do século VII com inscrição em escrita cáucaso-albanesa, encontrada em Mingachevir em 1949.

O alfabeto cáucaso-albanês, também chamado Antiga Escrita Udi, foi um alfabeto utilizado no Reino da Albânia, um Estado que formou-se em territórios do atual Azerbaijão e Daguestão e que falava uma das línguas caucasianas do nordeste.
Mesmo tendo sido mencionado em escritos mais antigos, reais exemplos desse alfabeto não eram conhecidos até ter sido novamente descoberto em 1937 por um estudioso georgiano,  Professor ‘’Ilia Abuladze’’, em Matenadaran (MS No. 7117), um manual em Língua armênia datado do século XV. Esse Manual apresenta 7 diferentes Alfabetos, dentre os quais o ‘’Cáucaso-Albanês’’. Os demais são: Armênio, Grego, Latino, Siríaco, Georgiano, Copta. O alfabeto Cáucaso-Albanês foi denominado: "Ałuanic girn e" (vem do Armênio como "Escrita Aghuanits"). Abuladze supõe que essa escrita se baseou em letras Georgianas.

## História
Entre 1947 e 1952, escavações arquelógicas em Mingachevir sob o comando de S. Kaziev encontraram artefatos com essa escrita cáucaso-albanesa, um altar de pedra com uma inscrição ao longo da borda consistindo de 70 letra e mais 6 artefatos com textos curtos (de 5 a 50 letras), incluindo castiçais, uns pedaços de telhas e vasos.
Conforme Moisés de Dascurã, o alfabeto cáucaso-albanês foi criado por Mesrobes Mastósio, um monge, teólogo e tradutor armênio, a quem também se creditaram as criações dos Alfabetos Georgiano e Armênio.
‘’Koriun’’, um pupilo de Mesrobes Mastósio, no seu livro A vida de Mastósio, escreveu sobre as circunstâncias da sua criação:

Então um homem idoso veio e os visitou, um albanês chamado Benjamin,. Então ele, São ‘’Mesrob Mashdots’’, examinou e inquiriu sobre a bárbara dicção da lingual albanesa e, com sua usual capacidade que for a um dom de Deus, inventou um alfabeto, o qual ele, com a graça do Cristo, com muito sucesso organizou e ordenou.
O primeiro trabalho escrito razoavelmente longo em Cáucaso-Albanês foi descoberto num palimpsesto no Mosteiro Ortodoxo de Santa Catarina (Monte Sinai) em 2003 pelo Dr. ‘’Zaza Alexidze’’; tratava-se uma listagem lexica datando de período entre o final do século IV e início do V, com versos de 2 Coríntios 11, de um "Patérico" (escrito bizantino sobre o mesmo). ‘’Jost Gippert’’, professor de Linguística Comparativa da Universidade de Frankfurt (Main), está preparando uma edição desse Manuscrito.

## Língua Udi
A Língua udi, falada por cerca de 8 mil pessoas, principalmente no Azerbaijão, mas também na Geórgia e na Armênia, é geralmente considerada como a última continuação direta da Língua Cáucaso-Albanesa 